# Акдала (Жамбильський район)
Акдала́ (каз. Ақдала) — село у складі Жамбильського району Алматинської області Казахстану. Входить до складу Унгуртаського сільського округу.
Населення — 101 особа (2021; 188 у 2009, 173 у 1999, 373 у 1989).